# Franciszek Maurer
Franciszek Stefan Maurer (ur. 7 listopada 1918 w Łącku, zm. 10 lipca 2010 w Gliwicach) – polski architekt, nauczyciel akademicki Wydziału Architektury Politechniki Śląskiej.

## Życiorys
Ukończył VII Państwowe Gimnazjum im. Tadeusza Kościuszki we Lwowie, a następnie, w 1943 roku, w warunkach konspiracyjnych, studia na Politechnice Lwowskiej. Podczas okupacji działał w Armii Krajowej, nosząc pseudonim Zyndram. Brał udział m.in. w zawieszeniu polskiej flagi na wieży ratusza we Lwowie w dniu 23 lipca 1944 r. 
Po II wojnie światowej pracował jako architekt przy odbudowie Polski ze zniszczeń wojennych. Związał się z Gliwicami, gdzie podjął się rewitalizacji Starego Miasta oraz adaptacji Zamku Piastowskiego na potrzeby Muzeum w Gliwicach. Od 1949 był pracownikiem Politechniki Śląskiej, na której oprócz historii architektury i urbanistyki wykładał także konserwację zabytków, rysunek i malarstwo. W 1965 obronił pracę doktorską na Politechnice Gdańskiej.
Był wykonawcą tablic pamiątkowych w technice sgraffito, między innymi na terenie Gliwic: Wojciecha Korfantego na ulicy Korfantego, Józefa Piłsudskiego przy placu Piłsudskiego, św. Jadwigi przy kościele Wszystkich Świętych.

## Odznaczenia
- Złoty Krzyż Zasługi
- Krzyż Kawalerski Orderu Odrodzenia Polski
- Order Świętego Stanisława Pierwszej Klasy